# Gymnasium Geretsried
Das Gymnasium Geretsried, kurz GymGer, ist ein Gymnasium in Geretsried, einer Stadt im oberbayerischen Landkreis Bad Tölz-Wolfratshausen.

## Geschichte
Das Gymnasium Geretsried nahm seinen Unterrichtsbetrieb zu Beginn des Schuljahres 1971/72 als Teil einer kooperativen Gesamtschule auf. Die enge Zusammenarbeit mit Realschule und Hauptschule dauerte bis 1993. Seitdem ist das Gymnasium Geretsried eine eigenständige Schule, die mit der ebenfalls selbstständigen Realschule in einem gemeinsamen Gebäude an der Adalbert-Stifter-Straße untergebracht ist. 2012 bekam das Münchner Büro Drescher + Kubina Architekten den Zuschlag für die Planung des Erweiterungsbaus für zehn weitere Klassenräume, das Informatikzentrum und Pausenhallenerweiterung.  Seit dem Schuljahr 2015/16 wird das Pilotphasekonzept Mittelstufe Plus angeboten bzw. umgesetzt.  Zum Schuljahresbeginn 2018/19 löste Christoph Strödecke den seit 2007 amtierenden Direktor Hermann Deger ab. Das Gymnasium wird seit Mitte 2016 generalsaniert. Die Baumaßnahmen sollen 2024 abgeschlossen werden. Zum Schuljahresbeginn 2023/2024 übernahm Sabine Apprecht kommissarisch die Schulleitung. Seit 24. Februar 2024 ist Thomas Wendl neuer Schulleiter.

## Big Band
1982 wurde von dem aus Rumänien stammenden Musiklehrer und Dirigenten Horia-Dinu „Cico“ Nicolaescù (* 2. Juli 1941 in Craiova), der 1981 ans Gymnasium versetzt wurde, eine Big Band an der Schule gegründet. Diese veröffentlichte beim Label Audioson das CD-Album mit dem Titel Siente el chico, was durch den Förderpreis beim Wettbewerb „Jugend jazzt 2003“ ermöglicht wurde. Das Album entstand in Zusammenarbeit mit der Musikakademie Marktoberdorf, dem Bayerischen Musikrat und dem Bayerischen Jazzinstitut Regensburg.
Nicolaescù pflegte mit der Big Band von 1992 bis 2004 durch Reisen und Konzerte den musikalischen Austausch mit seinem Heimatland, wo sie beispielsweise 1998 beim ersten Süd-Ost-Jazzfestival 1998 in Bukarest zu sehen war oder 2003 im „George Enescu“-Saal der Universität Bukarest. sowie als einziges bayerisches Amateurensemble bei der Expo 2000 in Hannover. In der Big Band begann die Jazz-Musikerin Stephanie Lottermoser ihre musikalische Laufbahn.
Nicolaescù wurde 2006 pensioniert. Aus der Big-Band-Besetzung gehen bis heute Musiker für Nicolaescùs Cico Jazz Orchester (CJO) hervor, mit dem er unter anderem in Rumänien spielt.  Auch die von ihm gegründete Big Band des Gymnasiums ist weiterhin aktiv unter der Leitung von Alfred Menzinger.

## Nepal-Projekt
Das Gymnasium begann 2008 mit Hilfe der Nepal-Initiative Schongau eine Partnerschaft mit der 1999 gegründeten und auf 3.400 Meter über dem Meeresspiegel liegenden Lophelling Boarding School in Manang, Annapurnaregion. Neben der Unterstützung mit Hilfsgütern für tibetische Flüchtlinge wird die Schule immer wieder von Schülergruppen des Geretsrieder Gymnasiums besucht.

## Bekannte ehemalige Schüler
- Matthias Kiefersauer (* 1973), Filmregisseur, Drehbuchautor und Kolumnist; Abitur 1992
- Markus Lehmann-Horn (* 1977), Komponist; Abitur 1996[22]
- Stephanie Lottermoser (* 1983), Jazz-Musikerin, war Mitglied in der Big Band
- Claudia Lichtenberg (* 1985), Radrennfahrerin; Abitur 2005